# Pedro Monzón
Pedro Damián Monzón (*23. února 1962, Goya, Corrientes, Argentina) je fotbalový trenér a bývalý argentinský fotbalový obránce.

## Hráčská kariéra
Hrával za různé kluby z jihoamerického kontinentu (Unión Santa Fe, CA Huracán, Alianza Lima a další). Období největší slávy prožil v argentinském klubu CA Independiente, s nímž získal 4 tituly včetně Interkontinentálního poháru v roce 1984.
Pedro Monzón se zapsal do fotbalové historie také neslavným způsobem, stal se prvním vyloučeným hráčem ve finále Mistrovství světa. Ve finálovém utkání Argentiny proti Západnímu Německu na Mistrovství světa ve fotbale v roce 1990 mu mexický rozhodčí Edgaro Colesal udělil v 65. minutě rovnou červenou kartu po faulu na německého hráče Jürgena Klinsmanna. Stalo se tak jen 20 minut poté, co vystřídal obránce Oscara Ruggeriho. V 87. minutě byl vyloučen i jeho spoluhráč Gustavo Dezotti a Argentina zápas prohrála 0:1.
V národním dresu Argentiny odehrál celkem 15 utkání a vstřelil jediný gól v utkání MS 1990 proti Rumunsku.
| Gól | Datum           | Stadion                          | Soupeř   | Skóre (min.) | Výsledek | Soutěž  |
| --- | --------------- | -------------------------------- | -------- | ------------ | -------- | ------- |
| 010 | 18. června 1990 | Stadio San Paolo, Neapol, Itálie | Rumunsko | 01:0 0(63.)  | 1:1      | MS 1990 |

Po ukončení aktivní hráčské kariéry se stal fotbalovým trenérem, vedl různé jihoamerické týmy (zejména z Mexika a Ekvádoru).